# تحطم حافلة جليقية 2022
تحطم حافلة جليقية 2022 في 24 ديسمبر 2022 ، تحطمت حافلة في نهر ليريز في جليقية إسبانيا، مما أسفر عن مقتل 6 على الأقل وإصابة شخصين.

## التفاعلات
قال رئيس جليقية ألفونسو رويدا للصحفيين إن جهود البحث والإنقاذ قد ساعدت بسبب هطول الأمطار: "من المروع دائمًا التحدث عن حادث كهذا، لكن في هذا الوقت من العام يكون الأمر أكثر رعبًا".